# ادامه بده (ترانه اونجد سون‌فولد)
«ادامه بده» (به انگلیسی: Carry One) نام ترانه‌ای از اونجد سون‌فولد، گروه هوی متال آمریکایی است. این آهنگ در تاریخ ۷ نوامبر ۲۰۱۳ منتشر شده است و آهنگ رسمی بازی ویدئویی ندای وظیفه: بلک اپس ۲ بوده است. موزیک ویدیو این ترانه در انتهای بازی ندای وظیفه: بلک اپس ۲ به صورت کرکترهای نمایشی ساخته شده و به نمایش درآمده است.